# 1997 UZ23
1997 UZ23 är en trojansk asteroid i Jupiters lagrangepunkt L4. Den upptäcktes den 30 oktober 1997 av den amerikanske astronomen Brian A. Skiff vid Anderson Mesa Station.
Asteroiden har en diameter på ungefär 35 kilometer.